# Microjassa floridensis
Microjassa floridensis är en kräftdjursart som beskrevs av Chris Conlan 1995. Microjassa floridensis ingår i släktet Microjassa och familjen Ischyroceridae. Inga underarter finns listade i Catalogue of Life.